# Amorphophallus ardii
Amorphophallus ardii — вид квіткових рослин родини ароїдні (Araceae). Описаний у 2020 році.

## Поширення
Ендемік індонезійського острова Сулавесі. Росте у карстовому районі Матаромбео у провінції Південно-Східне Сулавесі.